# First Harvest 1984–92
«First Harvest 1984–92» — это первый сборник в формате "лучшие хиты" с действительно лучшими хитами группы Alphaville. Фактический первый сборник 1988 года - «Alphaville: The Singles Collection», как правило, не считается сборником лучших хитов, так как содержит лишь четыре трека, хоть и с двумя версиями каждой.
Кассетная версия First Harvest не включает треки "Sensations," "Red Rose" and "Big in Japan" (Culture mix).

## Список композиций
1. "Big in Japan" (Original 7" Version) – 3:54
2. "Sounds Like a Melody" (1992 Remix) – 4:29
3. "Sensations" (Original 7" Version) – 3:58
4. "The Mysteries of Love" (Original 7" Mix) – 3:34
5. "Lassie Come Home" (1992 Remix) – 6:58
6. "Jerusalem" (Original 7" Version) – 3:35
7. "Dance with Me" (1992 Remix) – 4:08
8. "For a Million" (Original Album Version) – 6:09
9. "A Victory of Love" (1992 Remix) – 4:13
10. "Jet Set" (1992 Remix) – 3:40
11. "Red Rose" (Original 7" Version) – 4:38
12. "Romeos" (Album Edit) – 4:52
13. "Summer Rain" (Original Album Version) – 4:10
14. "Forever Young" (Original Album Version) – 3:45
15. "Big in Japan" (1992 Culture Mix) – 6:08

- The "Culture Mix" трека "Big in Japan" идентичен "The Mix Extended Version" синглу "Big in Japan 1992 A.D.".